# 簇花蒲桃
簇花蒲桃（学名：[Syzygium fruticosum] 错误：{{Lang}}：文本有斜体标记（帮助））为桃金娘科蒲桃属的植物。分布在中南半岛、缅甸、印度以及中国大陆的广西、贵州、云南等地，生长于海拔120米至1,500米的地区，多生于低海拔疏林和荒地上，目前尚未由人工引种栽培。